# 文昌街道 (防城港市)
文昌街道是中华人民共和国广西壮族自治区防城港市防城区下辖的一个街道办事处。原为防城镇的一部分，2014年撤销防城镇设立珠河、文昌、水营三个街道办事处。

## 行政区划
文昌街道下辖以下村级行政区划单位：
火车站社区、东门社区、中山社区、竹园社区、城东村、佛堂村、三波村和城南村。